# Ignacio Carballo
Juan Ignacio Carballo (* 12. August 1994 in Villa General Belgrano) ist ein argentinischer Leichtathlet, der sich auf das Kugelstoßen spezialisiert hat, gelegentlich aber auch im Diskuswurf an den Start geht.

## Sportliche Laufbahn
Erste Erfahrungen bei internationalen Meisterschaften sammelte Ignacio Carballo im Jahr 2016, als er bei den U23-Südamerikameisterschaften in Lima mit einer Weite von 16,12 m den fünften Platz im Kugelstoßen belegte und im Diskuswurf mit 47,42 m auf Rang sieben gelangte. 2019 wurde er bei den Südamerikameisterschaften in Lima mit 18,31 m Vierter und nahm anschließend an der Sommer-Universiade in Neapel teil, schied dort aber mit 18,39 m im Kugelstoßen und 45,18 m mit dem Diskus in der Qualifikation aus. 2020 gewann er bei den erstmals ausgetragenen Hallensüdamerikameisterschaften in Cochabamba mit einem Stoß auf 18,76 m die Silbermedaille hinter dem Brasilianer Willian Dourado und 2021 gewann er bei den Südamerikameisterschaften in Guayaquil mit 19,51 m die Bronzemedaille hinter dem Brasilianer Welington Morais und seinem Landsmann Nazareno Sasia. 2022 gewann er dann bei den Hallensüdamerikameisterschaften in Cochabamba mit 19,04 m die Bronzemedaille hinter den Brasilianern Darlan Romani und Willian Dourado. Im Mai belegte er bei den Ibero-Amerikanischen Meisterschaften in La Nucia mit 20,04 m den fünften Platz und anschließend schied er bei den Weltmeisterschaften in Eugene mit 18,74 m in der Qualifikationsrunde aus. Im Oktober nahm er an den Südamerikaspielen in Asunción teil und belegte dort mit 19,32 m den vierten Platz.
2023 belegte er bei den Südamerikameisterschaften in São Paulo mit einer Weite von 18,94 m den vierten Platz und gelangte dann bei den Panamerikanischen Spielen in Santiago de Chile mit 19,62 m auf Rang sieben. Im Jahr darauf erreichte er bei den Hallensüdamerikameisterschaften in Cochabamba mit 18,08 m Rang vier und im Mai belegte er bei den Ibero-Amerikanischen Meisterschaften in Cuiabá mit 19,15 m den siebten Platz. 2025 gelangte er bei den Südamerikameisterschaften in Mar del Plata mit 18,34 m auf den vierten Platz.
In den Jahren 2021, 2022 und 2025 wurde Carballo argentinischer Meister im Kugelstoßen.

## Persönliche Bestzeiten
- Kugelstoßen: 20,04 m, 22. Mai 2022 in La Nucia
- Diskuswurf: 51,49 m, 14. April 2018 in Rosario